# جون بلاك
جون بلاك (بالإنجليزية: John Black)‏ (26 مايو 1900 المملكة المتحدة - 1 ديسمبر 1993 المملكة المتحدة) هو لاعب كرة قدم بريطاني.